# Eduard de Courtenay (1377-1419)
Eduard I van Devon (1357 - 5 december 1419), bijgenaamd de Blinde Graaf, was tussen 1377 en 1419 graaf van Devon. Hij was een kleinzoon van Hugh II van Devon.

## Biografie
Edward I van Devon werd geboren als oudste zoon van Edward Courtenay, een jongere zoon van Hugh II van Devon, en Emeline Dawney. Op 20-jarig leeftijd volgde hij zijn grootvader op als graaf van Devon. Drie jaar later ontving Eduard het ridderschap. In 1381 werd hij door Richard II van Engeland gevraagd om zijn toekomstige vrouw Anna van Bohemen naar Engeland te begeleiden. Omstreeks 1400 raakte Eduard blind. Op 5 december 1419 overleed hij en werd hij begraven in Forde Abbey.

## Huwelijk en kinderen
Eduard I van Devon was gehuwd met Maud Camoys en hij kreeg met haar vier kinderen:
- Edward (1385-1418), was gehuwd met Eleanor Mortimer.
- Hugh (1389-1422), was gehuwd met Anne Talbot en werd graaf van Devon.
- James
- Elizabeth, was gehuwd met John Harington en William Bonville.